# Гіга Бокерія
Георгій (Гіга) Леванович Бокерія (груз. გიგა ბოკერია; нар. 20 квітня 1972, Тбілісі) - грузинський політик, депутат парламенту Грузії, у минулому - заступник міністра закордонних справ, секретар Ради національної безпеки Грузії (2010-2013).. Зараз він очолює Рух за свободу – Європейська Грузія.

## Кар'єра
Гіга Бокерія народилася в родині відомого архітектора Левана Бокерії та чемпіонки Грузії Нани Александрії. У 1995 році закінчив історичний факультет Тбіліського державного університету імені Івана Джавахішвілі за кваліфікацією історик, а також юридичний факультет Університету Лістера Великої Британії.
У 1996 році разом з Леваном Рамішвілі, Гіві Таргамадзе та Давітом Зурабішвілі заснував Інститут свободи, некомерційне та позапартійне товариство захисту ліберальної публічної політики, де був координатором програм із захисту прав, а згодом – старшим юрисконсультом. .
У 1989-1995 роках Гіга Бокерія був одним із лідерів студентського руху, зокрема, активним учасником прес-клубу Тбіліського державного університету імені Івана Джавахішвілі. З 1992 року займався журналістською діяльністю: журналіст газети «7 день» (1992), політичний редактор газети «Рецензент» (1992-1993), журналіст програми «Час пік» першого каналу державного радіо (1993), журналіст «Радіо Свобода» (1994), «Аргумент» (політичний редактор 1995-1996), ведучий дискусійної програми «Акценти» телекомпанії «Руставі 2» (1996).
Після відвідин Сербії в 2003 році, щоб дізнатися про технологію ненасильницьких революцій, Бокерія допоміг грузинським студентам налагодити контакти з активістами сербського руху «Отпор!». Це призвело до заснування молодіжного руху Кмара, який відіграв провідну роль у Революції троянд у листопаді 2003 року.
У 2004-2008 роках був депутатом парламенту Грузії 6-го скликання за партійним списком, виборчий блок: «Національний рух – демократи». Віце-президент Парламентської асамблеї Ради Європи (ПАРЄ) у 2005-2008 роках. Перший заступник міністра закордонних справ Грузії з 2008 року, секретар Ради національної безпеки Грузії з листопада 2010 року по листопад 2013 року. У 2013-2016 роках був міжнародним секретарем «Єдиного Національного Руху».